# Sargus lateralis
Sargus lateralis är en tvåvingeart som beskrevs av Macquart 1834. Sargus lateralis ingår i släktet Sargus och familjen vapenflugor.
Artens utbredningsområde är Kuba. Inga underarter finns listade i Catalogue of Life.